# 12151 Oranje-Nassau
12151 Oranje-Nassau eller 1220 T-1 är en asteroid i huvudbältet som upptäcktes den 25 mars 1971 av den nederländsk-amerikanske astronomen Tom Gehrels och det nederländska astronomparet Ingrid van Houten-Groeneveld och Cornelis Johannes van Houten vid Palomarobservatoriet. Den är uppkallad efter Vilhelm I av Oranien.
Asteroiden har en diameter på ungefär 3 kilometer och den tillhör asteroidgruppen Nysa.